# 堺市立平尾小学校
堺市立平尾小学校（さかいしりつひらおしょうがっこう）は、大阪府堺市美原区平尾にある公立小学校。

## 沿革
- 1873年 - 開校。
- 1947年4月 - 平尾村立平尾小学校に改称。
- 1956年9月30日 - 3村合併で美原町が発足したことにより、美原町立平尾小学校に改称。
- 2005年2月1日 - 美原町が堺市に編入されたことにより、堺市立平尾小学校に改称。

## 通学区域
- 堺市美原区 小平尾、菅生、青南台、平尾、木材通

## 交通
- 南海高野線「北野田駅」下車 - 南海バス「さつき野東」行き「平尾」下車。
- 南海高野線「初芝駅」下車 - 南海ウイングバス金岡「平尾」行き「平尾」下車

## 卒業生有名人
- ムラコ（お笑いコンビ／サミットクラブ） - 平尾小学校時代の同級生
- 静 恵一（お笑いコンビ／サミットクラブ） - 平尾小学校時代の同級生